# Цаґері
Цаґері (груз. ცაგერი) — місто в західній Грузії, регіон (мхаре) Рача-Лечхумі та Квемо Сванеті. Адміністративний центр Цаґерського муніципалітету. Статус міста надано в 1968 році. Населення – 1,32 тис. чол. (2014 р.), переважно грузини.

## Розташування
Місто розташоване на висоті 475 м над рівнем моря, на правому березі річки Цхенісцкалі, притоці Ріоні.

## Історія
У середньовічній Грузії, Цаґері було єпископським центром із собором, що описав географ  XVIII ст. Вахушті як "купольна церква Цаґері, розкішно збудована". Оригінальний дизайн трьохнефної базиліки був значно змінений реставраторами собору наприкінці XIX ст. Оригінальні настінні розписи, включаючи портрети королеви Тамар та її сина Ґіорґі IV, були також втрачені в цей час.
Під Російською імперією та ранньою радянською владою, Цаґері було центром Лечхумського повіту Кутаїської губернії.

## Інфраструктура
У Цаґері є винні та фруктово-переробні підприємства, заклади освіти та культурні установи: школи, народний театр, краєзнавчий музей, картинна галерея, будинок культури, кінотеатр та ін.

## Культура та релігія
Залишився середньовічний кафедральний собор. У Цаґері є кафедра та резиденція Цаґерської та Лентехської єпархії Грузинської православної церкви.
У місцевому музеї виставлено кілька тисяч археологічних артефактів, що розкопані в Нижній Сванеті та Лечхумі.
В околицях Цаґері, є руїни середньовічної фортеці Муріс-Ціхе, що могла бути місцем притулку та смерті християнського теолога Максима Сповідника (близько 580 – 662 рр.), тут досі існує монастир, що йому присвячений.  Поряд розташовані печери Хвамлі, де, згідно з середньовічними літописами, зберігається скарбниця Грузинських королів. Вони були зазначені серед національних пам’яток Грузії, а нещодавно привернули поновлений інтерес науковців.